# Онда (река)
О́нда (А́нда, Стре́льная, Шу́овини) — река в Карелии, впадает в Выгозерское водохранилище.

## Общие сведения
Длина 197 км, площадь водосборного бассейна — 4080 км². Средний расход воды у Ондской ГЭС — 142 м³/с. Залесённость водосбора 68 %, заболоченность 19 %, озерность 12 %.
До 1933 года Онда впадала в реку Выг, после строительства Беломорско-Балтийского канала — в Выгозерское водохранилище. От истока до озера Евжозеро река называется Стрельная, ниже Евжозера до впадения притока Унга — Шуовини, от впадения Унги и до устья — Онда. Перед устьем реки находится плотина построенной в 1957 году Ондской ГЭС, образующая Ондское водохранилище.
Пятью километрами ниже притока Руга Онда пересекает автодорогу А137, ведущую от Р21 в Костомукшу.
Перед впадением в Ондское водохранилище река пересекает автодорогу Р21 «Кола» (часть маршрута E 105 европейской транспортной сети).
В своём течении Онда предолевает ряд порогов, чем привлекает туристов-водников. Бо́льшая часть порогов находится на участке между Ондозером и Панозером.
- Стрельная (верхнее течение Онды) перед озером Медвежье
- Онда между притоками Пойдомсъярви и Рокжозеро
- Порог Кила на Онде перед Киросозером.

Заселённость бассейна реки Онда невысокая. Основные населённые пункты: посёлок Ондозеро (на берегу Ондозера), посёлок Лососий (на берегу Ондского водохранилища), деревня Каменный Бор.
В реке обитают: сиг, хариус, щука, плотва, лещ, налим и другая рыба.

## Бассейн

### Притоки
- 58 км от устья: река Быстрица (лв)
- 104 км от устья: река Рокжозеро (пр)
- 117 км от устья: река без названия (пр)
- 141 км от устья: река Руга (пр)
- 142 км от устья: река Унга (пр)

### Озёра
Онда протекает через озёра:
- Лаувозеро
- Медвежье
- Евжозеро
- Ондозеро
- Панозеро
- Ондское водохранилище

Кроме озёр бассейна рек Быстрицы, Рокжозера, Руги и Унги, а также оз. Ондозера и Ондского водохранилища, к бассейну Онды также относятся озёра:
- Карнизозеро
- Силькаярви
- Кирасозеро
- Волдозеро
- Тилиндозеро